# Mosiera oonophylla
Mosiera oonophylla är en myrtenväxtart som först beskrevs av Ignatz Urban, och fick sitt nu gällande namn av Johannes Bisse. Mosiera oonophylla ingår i släktet Mosiera och familjen myrtenväxter. Inga underarter finns listade i Catalogue of Life.